# Железнодорожный транспорт в Чаде
В Чаде не имеется железных дорог, хотя существуют проекты по их созданию. Например, постройка линии, соединяющей Ливию со странами, находящимися южнее; предполагается, что эта дорога пройдет через Чад и будет иметь ширину колеи 1435 мм.

## Железнодорожные связи со смежными странами
- Ливия: строится, ширина колеи 1435 мм.
- Судан: нет — ширина колеи 1067 мм.
- Камерун: нет — ширина колеи 1000 мм.
- Нигерия: нет — ширина колеи 1067 мм.
- Нигер: нет железных дорог.
- Центральноафриканская республика: нет железных дорог.